# تشارلز دودلي
تشارلز دودلي (بالإنجليزية: Charles Dudley)‏ هو فنان الماكياج وممثل أمريكي، ولد في 10 أكتوبر 1883 في الولايات المتحدة، وتوفي بنفس المكان في 9 مارس 1952.

## أعمال

### أفلام
- (1918) الحمال

## وصلات خارجية
- تشارلز دودلي على موقع IMDb (الإنجليزية)
- تشارلز دودلي على موقع قاعدة بيانات الفيلم (الإنجليزية)